# Mouvement du Pakistan pour la justice
Ne doit pas être confondu avec Mouvement pour le Pakistan.
Le Mouvement du Pakistan pour la justice (en ourdou : پاکستان تحريک انصاف ; Pakistan Tehreek-e-Insaf, PTI) est un parti politique pakistanais fondé par Imran Khan en 1996, qui devient la première force du pays après les élections législatives de 2018.
Fondé le 25 avril 1996, le parti est longtemps resté marginal, mais devient avec les élections législatives de 2013 l'une des principales forces du pays, rivalisant avec les partis historiques. Le mouvement est proche du nationalisme pakistanais et entend avoir une position centrale sur l’échiquier politique. Il est très critique envers les deux principaux partis, la Ligue musulmane du Pakistan (N) et le Parti du peuple pakistanais. Son discours se centre souvent autour de la lutte contre la corruption et la souveraineté du pays. Son slogan est « justice, humanité et estime de soi ».
Le parti a réalisé des performances négligeables lors des élections législatives de 1997 et de 2002 où il n'a jamais remporté plus d'un siège. Il prend part au mouvement des avocats en 2007 mais boycotte les élections de 2008 pour protester contre les mesures prises par le président Pervez Musharraf. Il émerge à partir de 2011 en réunissant des foules importantes et obtenant le ralliement de nombreux hommes politiques. Après les élections de 2013, le parti devient la troisième force de l'Assemblée nationale et prend le contrôle du gouvernement local de la province de Khyber Pakhtunkhwa. Le mouvement accède au pouvoir après son succès aux élections de 2018.

## Idéologie et propositions
Le manifeste du parti énonce notamment que « le programme de la résurgence du PTI exprime les aspirations longtemps négligées de notre peuple et énonce la vision d'une République islamique moderne qui prône la tolérance, la modération et la liberté de pratiquer la religion de son choix » et souhaite promouvoir « une société juste fondée sur une culture démocratique et l’État de droit. ». Parmi ses objectifs, on trouve le renforcement de l'indépendance de la justice, la promotion de l'éducation pour tous, la protection des minorités et des femmes ainsi que leur meilleure représentativité. Dans le même temps, la liste des objectifs contient le renforcement des dispositions religieuses dans la Constitution sur des « bases non sectaires ».
Le PTI soutient par ailleurs la fin de la guerre contre les groupes islamistes qui agissent dans le nord-ouest du pays en établissant un accord de paix. Selon lui, cette guerre est menée sous la pression internationale et a conduit à aggraver le terrorisme et l'extrémisme dans le pays. Il propose que le Pakistan mène la lutte contre le terrorisme selon son propre calendrier et dans le respect de la souveraineté du pays. Ainsi, le PTI s'oppose aux attaques de drones américains dans les régions tribales.

## Historique

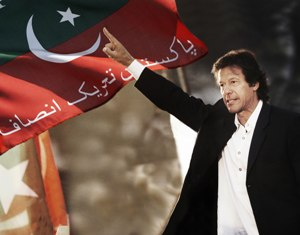
Un poster du PTI avec Imran Khan.

### Débuts modestes
Le parti est fondé le 25 avril 1996 par Imran Khan, un ancien joueur de cricket très populaire au Pakistan. Moins d'un an après sa création, il participe aux élections législatives de 1997 où il ne remporte aucun siège malgré avoir réuni 314 820 suffrages (1,7 %).
Aux élections législatives de 2002, le parti remporte un siège, détenu par Imran Khan, et réalise 0,8 % des voix au niveau national, soit environ 230 000 suffrages. Cette unique circonscription gagnée se situe dans le district de Mianwali, dans le nord-ouest de la province du Pendjab.
À partir de 2007, le PTI participe au mouvement des avocats pour protester contre la révocation par le président Pervez Musharraf de nombreux juges, dont notamment le président de la Cour suprême Iftikhar Muhammad Chaudhry. Le PTI a ensuite boycotté les élections législatives de 2008 en estimant que le maintien de Musharraf au poste de président menaçait la régularité du scrutin.

### Émergence du parti et campagne pour 2013

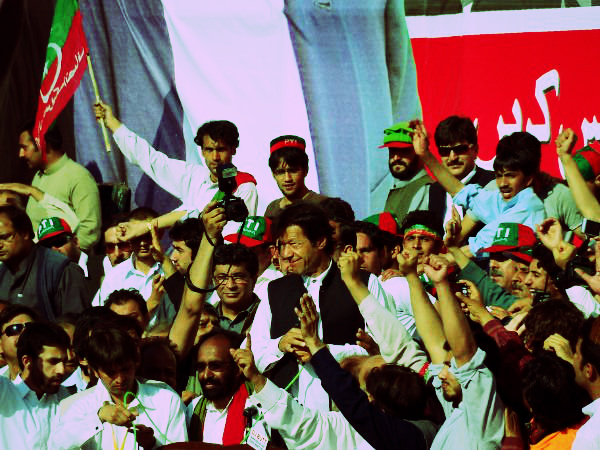
Rassemblement du PTI à Abbottabad le 8 avril 2012.

Le 30 octobre 2011, le parti crée la surprise en réunissant environ 100 000 partisans lors d'un rassemblement politique à Lahore, le fief électoral de la Ligue musulmane du Pakistan (N), alors principal parti d'opposition. Imran Khan critique le gouvernement comme l'opposition et les accuse de corruption. Le 25 décembre, un rassemblement à Karachi du PTI réunit entre 100 000 et 150 000 personnes selon la police.
L'année 2011 est aussi marquée par l'adhésion croissante d'hommes politiques au PTI. La plus importante a lieu le 27 novembre : Shah Mehmood Qureshi, ministre des affaires étrangères jusqu'en février 2011 rejoint le PTI après avoir quitté le Parti du peuple pakistanais juste deux semaines plus tôt et dont il était un membre important. De nombreux membres de la Ligue musulmane du Pakistan (Q) ont aussi rejoint le PTI, comme Khurshid Mahmood Kasuri. Le 24 décembre, un membre important de la Ligue musulmane du Pakistan (N), Javed Hashmi quitte son parti pour le PTI. En 2012, les sondages d'opinion montrent une forte progression du parti, qui arrive même parfois en tête.
Le PTI est soupçonné d'avoir le soutien de l'armée pakistanaise. Toutefois, au cours de l'affaire du mémorandum de l'ambassade du Pakistan aux États-Unis et de la crise politique qu'elle provoque, Imran Khan indique qu'il ne soutiendrait pas d'action anti-constitutionnelle de la part de l'armée, en référence à des rumeurs de coup d'État.

### Formation majeure de l'opposition (2013-2018)

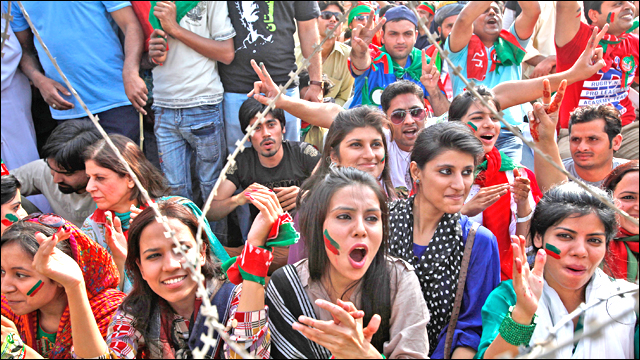
Sympathisants du PTI lors des élections de 2013.

Lors des élections législatives du 11 mai 2013, le parti arrive deuxième en termes de votes populaires avec près de 7,7 millions de voix et 16,9 % de l'électorat, mais il ne devient que la troisième force de l'Assemblée nationale avec 35 députés contre 42 pour le Parti du peuple pakistanais.
Le parti arrive toutefois en tête dans la province de Khyber Pakhtunkhwa avec près de 50 députés sur 124 et mène un gouvernement local de 15 ministres en coalition avec le Parti Qaumi Watan, la Jamaat-e-Islami et l'Awami Jamhuri Ittehad Pakistan,. Le 31 mai, Pervez Khattak est investi ministre en chef de la province. Le parti a également réalisé de bonnes performances en arrivant second dans la province du Pendjab et à Karachi. Dans cette dernière ville, des milliers de partisans du mouvement manifestent pour protester contre des fraudes électorales alléguées en faveur du parti local, le Mouvement Muttahida Qaumi. C'est dans ce contexte que Zahra Shahid, vice-présidente du parti, est assassinée le 19 mai à Karachi, à lui suite de quoi Imran Khan accuse le MQM et Altaf Hussain d'en être responsables.
En novembre 2013, le mouvement entre en conflit avec le Parti Qaumi Watan, son partenaire dans le gouvernement de Khyber Pakhtunkhwa. Pervez Khattak, sous la pression d'Imran Khan, expulse d'abord deux des trois ministres du parti, les accusant de corruption et indiquant leur avoir déjà donné un avertissement pour leurs pratiques. Le mouvement met ensuite fin à cette alliance, alors que les dirigeants du Qaumi Watan démentent et accusent en échange son ancien allié de pratiques illégales. Cela dit, une enquête interne demandée par la direction du PTI aurait conclu que 11 ministres ont été impliqués dans des faits de corruptions, et seuls trois ont été expulsés, dont un ministre du PTI rendu inéligible par la Cour suprême pour mensonge sur ses diplômes. D'un autre côté, des analystes ont noté que les deux partis connaissaient des désaccords politiques de fonds, par exemple concernant les négociations de paix avec les talibans, le blocage des ravitaillements de l'OTAN ou les programmes scolaires.
La politique écologique du PTI dans la province est toutefois saluée par WWF, qui confirme la plantation de plus d'un milliard d'arbres pour corriger le déboisement des années précédentes et éviter l'érosion des sols.

### Au pouvoir (2018-2022)

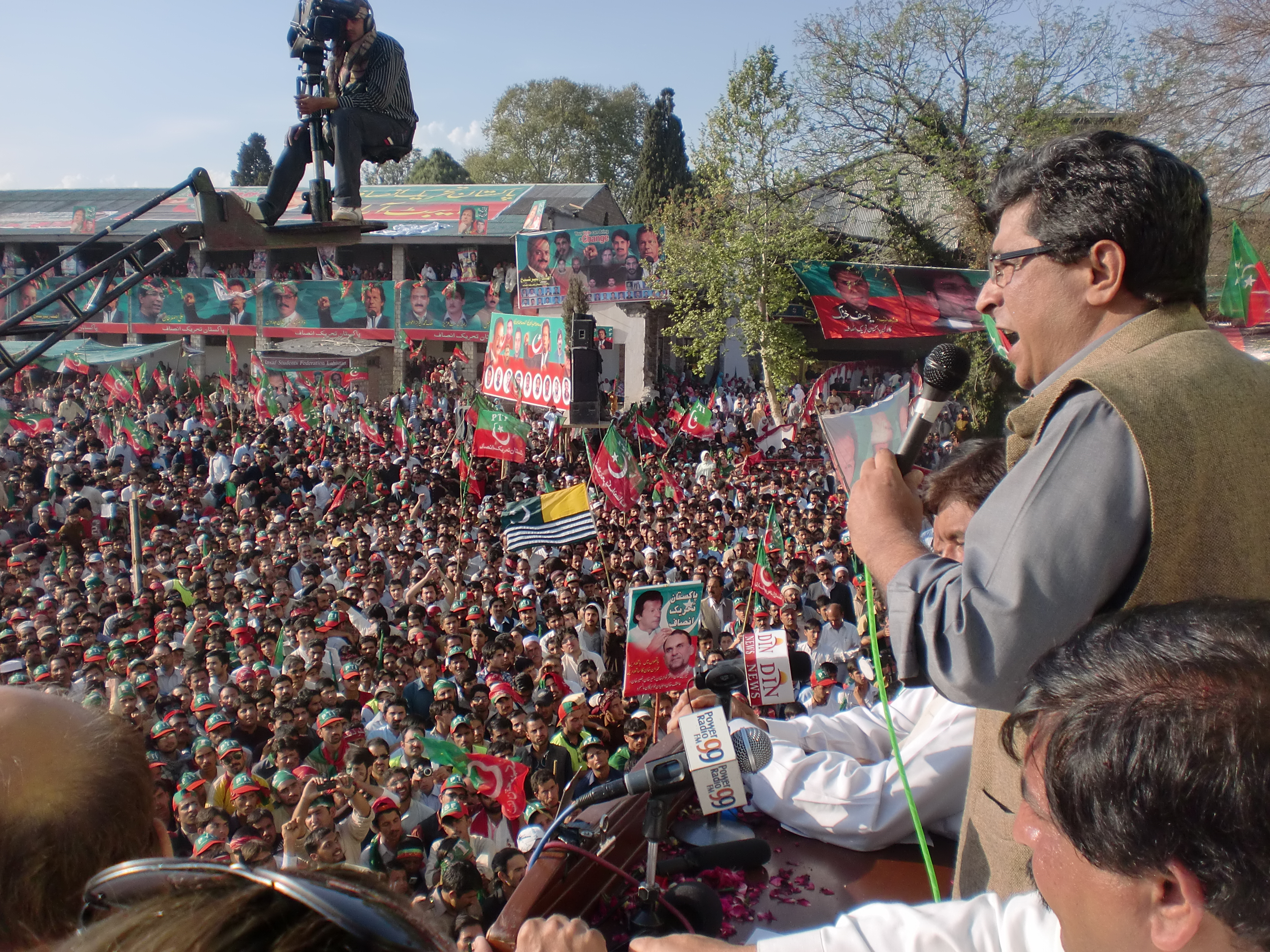
Rassemblement du parti à Abbottabad en 2009.

Pour les élections législatives de 2018, le parti présente un programme en onze points qui contient la plantation de dix milliards d'arbres au niveau national. Il propose également des réductions de taxes pour les entreprises, le renforcements des institutions chargées de lutter contre la corruption et cite à de multiples reprises sa politique dans le Khyber Pakhtunkhwa en exemple. Par ailleurs, le parti a vu l'arrivée dans ses rangs de candidats anciennement membres des autres partis et traînant parfois de mauvaises réputations,. Durant la campagne, le clan Sharif accuse la puissante armée pakistanaise de comploter contre lui et de favoriser le PTI, alors que certains médias et fonctionnaires notent une répression contre le parti sortant et dénoncent des censures,.
Le 25 juillet, le PTI arrive largement en tête des législatives mais sans obtenir de majorité absolue. Il entame alors des négociations pour former un gouvernement de coalition avec des petits partis et des indépendants. Le 30 juillet, le PTI annonce avoir trouvé un accord en vue de former un gouvernement de coalition, ralliant la Ligue musulmane du Pakistan (Q), le Parti baloutche Awami et la Grande alliance démocratique. Le Mouvement Muttahida Qaumi rejoint peu après la majorité,. De plus, le PTI renforce largement sa position à l'Assemblée provinciale de Khyber Pakhtunkhwa et prend la tête à l'Assemblée provinciale du Pendjab grâce à des ralliements indépendants.
Le 17 août, Imran Khan est élu Premier ministre par l'Assemblée nationale avec 176 voix favorables, soit quatre de plus que la majorité requise. Sa prestation de serment a lieu le lendemain 18 août et le 4 septembre, c'est l'un de ses proches et membre fondateur du mouvement, Arif Alvi, qui est élu président de la république.

### Chute et protestations (depuis 2022)

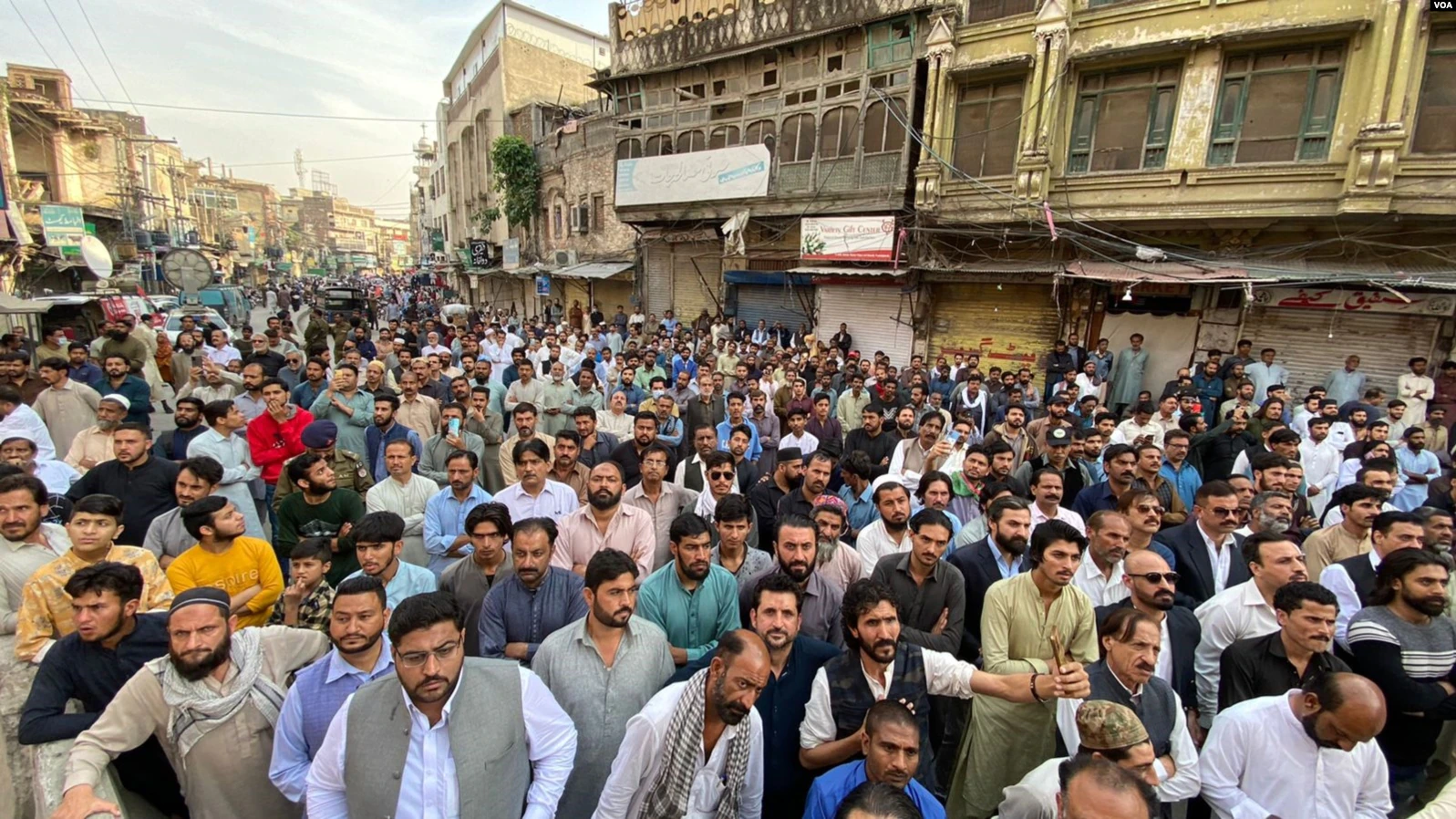
Manifestation contre le gouvernement de Shehbaz Sharif, novembre 2022.

Après avoir perdu ses partenaires de coalition à l'Assemblée nationale, le Premier ministre Imran Khan tombe sous l'effet d'une motion de censure et est remplacé par le chef de l'opposition Shehbaz Sharif.
Dénonçant un complot américain, Imran Khan et son parti lancent un mouvement de protestations pour demander des élections anticipées.
Le pouvoir durcit sa répression et la quasi-totalité des dirigeants du parti sont arrêtés en mai 2023 dont le président Pervaiz Elahi. À l'été 2023, deux anciens alliés d'Imran Khan, Jahangir Khan Tareen et l'ancien ministre de la Défense Pervez Khattak quittent le PTI pour former chacun un nouveau parti,.
Imran Khan ayant été déclaré inéligible, la commission électorale exige du PTI la tenue d'élections primaires internes pour le remplacer à la tête du parti. A défaut, le PTI risque alors de perdre son symbole électoral, la batte de cricket. Or, la possession d'un symbole électoral fait partie des conditions obligatoires pour participer aux législatives. L'avocat d'Imran Khan, Gohar Khan est élu chef du parti le 3 décembre. La commission électorale invalide cependant la primaire, empêchant ainsi le parti de participer au scrutin. Le 26 décembre 2023, la Haute Cour de justice de Peshawar suspend la décision de la commission et rétablit le symbole électoral, en attendant un examen final sur le fond par la Cour suprême du Pakistan. Rendu le 13 janvier 2024, celui-ci voit la Cour suprême confirmer la décision de la commission électorale. Le PTI est ainsi de facto interdit de concourir, tous ses candidats se voyant contraints de soumettre leur candidature en tant qu'indépendants,. La décision de la cour est décrite par plusieurs experts en droit comme un « coup porté aux droits fondamentaux » et une « une défaite pour les normes démocratiques ». 
Malgré la répression, le PTI arrive en tête des élections législatives pakistanaises de 2024, tenues le 8 février. Le PTI a employé les réseaux sociaux pour contourner la censure dans les médias. Contrairement aux années précédentes, les résultats du scrutin ne sont pas connus le jour même, la commission électorale évoquant une panne technique d'internet. Alors que les médias diffusent leurs résultats qui donnent les indépendants du PTI en tête du scrutin malgré la répression du parti, à la surprise générale, la lenteur du dépouillement fait soupçonner une fraude électorale. Le PTI est en particulier soutenu massivement par les jeunes, lesquels sont opposés au poids de l'armée dans la vie politique et aux deux dynasties régnantes depuis des décennies, les Sharif et les Bhutto.
Le PTI annonce vouloir former le nouveau gouvernement et tente de nouer un accord avec l'un des partis ayant remporté des sièges pour que ses membres le rejoignent. En contrepartie, les deux formations se partageraient les sièges réservés. Le Majlis Wahdat-e-Muslimeen est cité, mais il n'a pas présenté de candidates aux sièges réservés aux femmes et la liste ne peut être modifiée. Gohar Ali Khan annonce par ailleurs tenter de former un gouvernement, mais sans la PML(N) et le PPP, préférant le cas échéant être dans l'opposition. Le jour même, Imran Khan confirme son opposition à une telle alliance. Le 15 février, il choisit la candidature d'Omar Ayub Khan pour le poste de Premier ministre. Le 16 février, le PTI choisit de siéger dans l'opposition.
Le parti appelle ses députés indépendants à rejoindre les rangs du Sunni Ittehad Council le 19 février. La commission électorale a confirmé la possibilité d'obtenir ces sièges, puisque le parti n'a pas présenté de liste pour les sièges réservés, bien que ça n'ait jamais eu lieu par le passé malgré les ralliements. Le doute subsiste puisque le parti n'a pas participé au scrutin.
Le 29 février 2024, seul candidat après le retrait d'Ali Zafar, Gohar Ali Khan est de nouveau élu chef du PTI. Le 5 mars 2024, Akbar Babar conteste de nouveau la régularité de la primaire.
Le PTI n'ayant pu prendre directement part aux scrutins, ses candidats étant officiellement des indépendants, il n'a pas la possibilité, comme les autres formations, de bénéficier des quotas de sièges attribués aux minorités, et aux 60 réservés les femmes. L'ensemble des sièges sont distribués aux autres partis. Les députés désignés prêtent serment le 8 mars malgré la protestation du PTI. Le 12 juillet, la Cour suprême invalide la décision de la commission électorale privant le PTI de ses sièges réservés. 39 des candidats indépendants du parti sont reconnus comme étant membres de celui-ci et les 41 autres se voient accorder quinze jours pour s'affilier au parti. Le 15 juillet, le gouvernement annonce qu'il va interdire le PTI, faire appel de la décision de la Cour suprême, et déposer un recours pour haute trahison à l'encontre de l'ancien président Arif Alvi, Imran Khan, et l'ancien président de l'Assemblée nationale Qasim Suri pour la dissolution inconstitutionnelle de l'Assemblée en 2022. Le 6 août, le Parlement adopte un amendement de la loi électorale interdisant à des indépendants de se déclarer candidats d'un parti s'ils ne se sont pas déclarés comme tel lors de l'enregistrement de la candidature. L'amendement empêche également un parti de fournir une liste de candidats aux sièges réservés une fois le délai passé.
Le 27 juin 2025, la chambre constitutionnelle de la Cour suprême déclare en appel le PTI inéligible aux sièges réservés. Le parti ne dispose plus de recours.

## Membres importants
- Imran Khan, fondateur et Premier ministre de 2018 à 2022.
- Arif Alvi, secrétaire-général de 2006 à 2013 puis président de la République depuis 2018.
- Pervaiz Elahi, ministre en chef du Pendjab de 2022 à 2023 et président du parti depuis 2023.
- Asad Qaiser, président de l'Assemblée nationale de 2018 à 2022.
- Shah Mehmood Qureshi, ministre des Affaires étrangères de 2018 à 2022.
- Pervez Khattak, ministre en chef de la province de Khyber Pakhtunkhwa de 2013 à 2018 puis ministre de la Défense de 2018 à 2022.
- Usman Buzdar, ministre en chef du Pendjab de 2018 à 2022.

## Tableau récapitulatif des scrutins

### Législatives
| Année | Votes      | % (votes) | % (sièges) | Députés   | Rang    | Position                                     |
| ----- | ---------- | --------- | ---------- | --------- | ------- | -------------------------------------------- |
| 1997  | 314 820    | 1,7       | 0          | 0 / 207   | 8e      | Extra-parlementaire                          |
| 2002  | 238 635    | 0,8       | 0,3        | 1 / 342   | 9e      | Opposition                                   |
| 2008  | Boycott    | Boycott   | Boycott    | Boycott   | Boycott | Boycott                                      |
| 2013  | 7 679 954  | 16,9      | 10,2       | 35 / 342  | 2e      | Opposition                                   |
| 2018  | 16 851 240 | 31,9      | 46,2       | 158 / 342 | 1er     | Majorité (2018-2022), opposition (2022-2023) |

### Khyber Pakhtunkhwa
| Année | Votes     | %     | Députés  | Rang | Gouvernement |
| ----- | --------- | ----- | -------- | ---- | ------------ |
| 2013  | 1 039 719 | 19,31 | 48 / 124 | 1er  |              |
| 2018  | 2 132 364 | 34,09 | 83 / 124 | 1er  |              |